# 京王1000系電聯車 (初代)
京王1000系電聯車（日语：／ Keiō 1000-kei densha */?）是過去使用在京王帝都電鐵井之頭線的通勤形電車。

## 概要
1957年登場的全鋼製車輛，是井之頭線初採用之高性能車。 為京王線用京王2000系為原形的井之頭線版本。主電動機出力值是私鐵高性能車輛中標準的75kW。有吉祥寺端デハ1000形（初代）與澀谷端的デハ1050形（初代）2種形式車頭，デハ1000形搭配駕駛裝置、集電弓，デハ1050形搭載引擎的周邊裝置。

## 外觀
- 18m車。
- 正面為二片窗戶的湘南風格設計。
- 亮綠色塗裝。通稱「綠色列車」。
- 前照燈為大型白熾燈1盞。後為聚光燈2盞。
- 門窗配置為d1D3D3D2[1]，單側3扇客用門
- 初期車的9輛是被擴大車幅並裝配有防爬器的京王線2000形象。後期車3輛是被擴幅的2010系後期車形象。
- 正面路線牌為插卡式。後來變更自車掌台側邊插入。デハ(deha)1003與デハ1054移除了舊有的插槽。
- 井之頭線的1000系，以及京王線2000系的登場，統一了京王全體的新車設計。但是在次世代車的井之頭線3000系及京王線5000系，又分化各自擁有獨特的設計，直至現今，井之頭線與京王線持續使用著各異其趣的車輛設計。

## 歷史

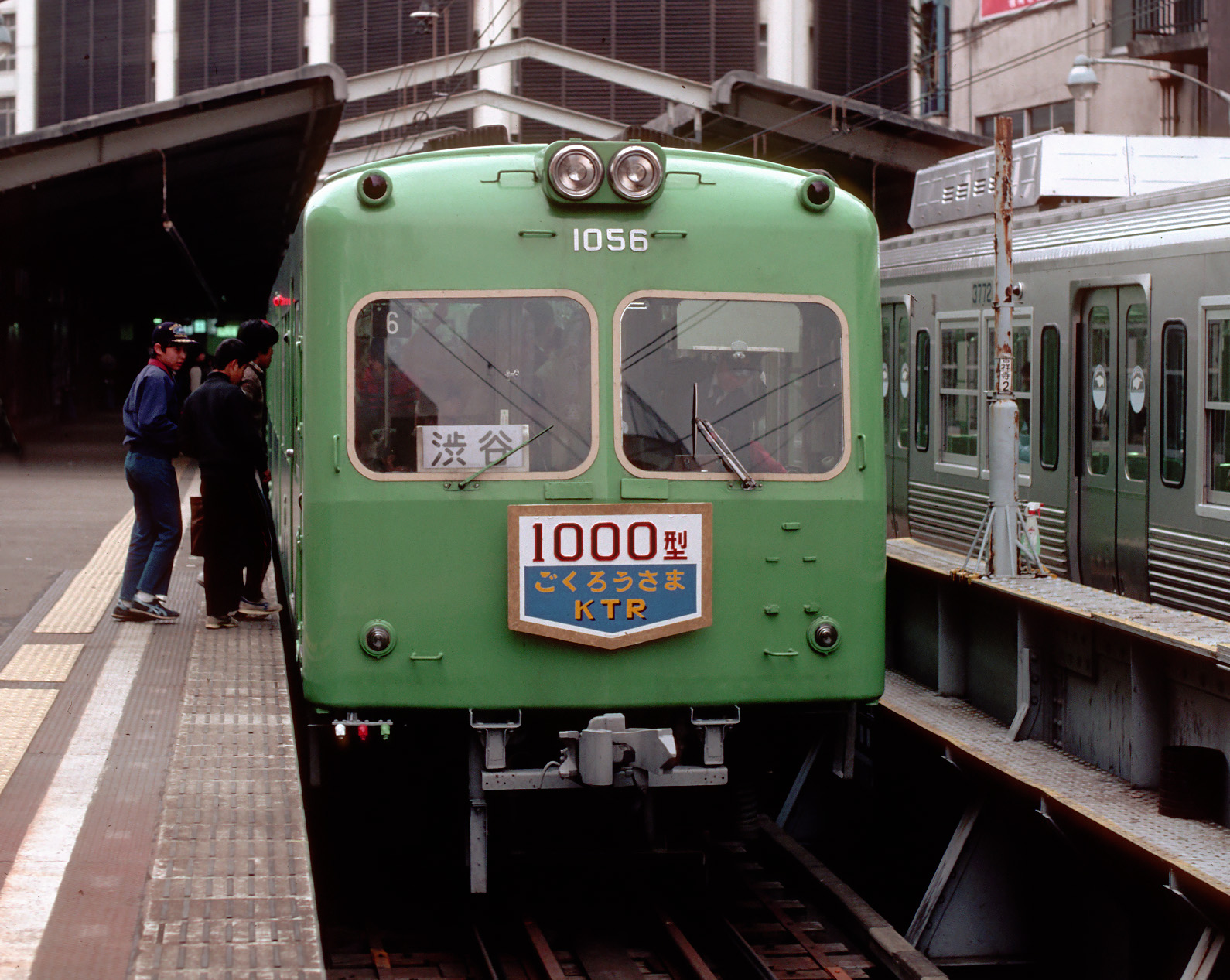
最後的運行之姿（吉祥寺站、1984年）

- 1957年：デハ1000形1001～1006、デハ1050形1051～1053製造。以1051-1001+1004、1052-1002+1005、1053-1003+1006方式運用。1051-1001～1053-1003為MM[2]組合、1004～1006為單一M。
- 1961年：增加デハ1050形1054～1056。改為2+2的4輛編列。此3輛未有正面的防爬器。
- 1969年：從前被編進中間的デハ1000形之偶數編號車，以及デハ1050形的奇數編號車被中間車化改造，成為4輛貫通之編列。
- 1975年：サハ1300形1303～1305編入，轉成4M1T的5輛編列。
- 1984年3月：伴隨次世代車3000系的投入而除役。除役時舉行了再見運行。轉向架、主電動機與2010系的車體組合後轉與伊予鐵道800系繼續使用。

## 脚注
1. ↑  d：乘務員扉、D：客用扉、數字：窗戶
2. ↑  M代表「動力車」